# 鈴木佳由
鈴木 佳由（すずき かゆ、1974年3月13日 - ）は、日本の女性俳優、声優。東京都出身。演劇集団 円所属。

## 出演作品

### 舞台
- 帰ってきたピノッキオ（シアターX）
- 永井さんの長いお産
- ワーニャ伯父ちゃん
- キーン・或るいは狂気と天才（演出：栗山民也／新国立劇場）
- アイ・ラブ・ニューヨーク（シアターアプル他）
- そして飯島君しかいなくなった

### テレビドラマ
- 結婚できない!!（1999年）
- TOKYO MER 第1話（2021年、 負傷者）

### 吹き替え
- ER緊急救命室（アミラ〈パメラ・シンハ〉）
- いたずらねこ ラルフ
- オールザット
- オルガミ〜罠
- 完全犯罪クラブ
- ザ・サバイバー
- ザ・ハリケーン
- サブリナ（ドリーマ）
- シェルビーの事件ファイル
- セイブ・ザ・ラストダンス
- 戦場のピアニスト
- チアーズ!（ジェネロープ）
- デジャヴ（シャンティ）
- デスパレートな妻たち
- デンジャラス・ビューティー
- 走れ!ケリー
- フランクリン
- ほんとうのジャクリーヌ・デュ・プレ
- ミクロキッズ
- モリー先生との火曜日
- ワンだー・エディ（トーリー）

### テレビアニメ
- 幻想魔伝 最遊記（2000年、悟浄〈少年〉）
- LISTENERS リスナーズ（2020年、住人A）

### ラジオドラマ
- 夕凪の街 桜の国

### その他
- u&i スペシャル（キーロン）